# Acheneau
De Acheneau is een rivier in Frankrijk (Loire-Atlantique) van circa 25 km lang. Ze loopt van het Lac de Grand-Lieu en mondt uit in de Loire bij Le Pellerin.
Uitzonderlijk is het niveau van de Loire hoger dan dit in het Lac de Grand-Lieu en stroomt de Acheneau in omgekeerde richting. Volgens Middeleeuwse legenden zou zo, na een springvloed, het meer van het Lac de Grand-Lieu zijn ontstaan. De Acheneau wordt via het meer voornamelijk gevoed door de waterlopen de Tenu, de Ognon en de Boulogne.